# ماگنوس هدمان
ماگنوس هدمان (سوئدی: Magnus Hedman؛ زادهٔ ۱۹ مارس ۱۹۷۳) یک بازیکن فوتبال، و دروازه‌بان (فوتبال) اهل سوئد است.

## باشگاهی
از باشگاه‌هایی که در آن بازی کرده‌است می‌توان به چلسی، سلتیک، باشگاه فوتبال کاونتری سیتی، و باشگاه فوتبال آنکونا اشاره کرد.

## تیم ملی
وی همچنین در تیم ملی فوتبال سوئد بازی کرده‌است.